# Trychosis nigriventris
Trychosis nigriventris là một loài tò vò trong họ Ichneumonidae.